# Оборона Алькасара
Оборона Алькасара — оборона фортеці Алькасар повсталими військовими (націоналістами та «фалангістами») в місті Толедо, яка тривала від 22 липня до 27 вересня 1936 р., під час Громадянської війни в Іспанії 1936–1939 рр.
Обороною керував полковник Хосе Москардо Ітуарте (1878–1956). Кількість захисників Алькасара дещо перевищувала одну тисячу чоловік. Здебільшого вони належали до поліцейського підрозділу Цивільної гвардії, а також серед них було 8 кадетів Академії сухопутних військ 1 військовий-артилерист і 110 цивільних. Разом із чоловіками, в Алькасарі під час облоги знаходилося близько 500 жінок і 50 дітей.
До облоги Алькасара було залучено близько 8 тисяч прибічників республіканського уряду, які здебільшого були не професійними військовими, а представляли робітничі спілки анархістів, соціалістів і комуністів, тобто так званої «робітничої міліції». Вони доволі добре озброєні — окрім стрілецької зброї, у їхньому розпорядженні було кілька артилерійських гармат, броньовані автомобілі та 2 або 3 танки, — і користувалися підтримкою авіації, яка за час облоги здійснила 35 бойових вильотів.
Загальна кількість втрат під час оборони була приблизно однаковою для обох воюючих сторін. Республіканців загинуло не менше 57 осіб, а повстанців утратили 48 убитими, 438 пораненими і 22 зниклими безвісти.

## Хронологія
Повстання в Толедо розпочалося 21 липня 1936 року о 7 годині ранку. Після того як гвардійці зайняли усі стратегічні позиції в місті, капітан Веля Ідальґо зачитав на головній площі міста декларацію про воєнний стан, яка, зокрема, передбачала зміну влади, арешт республіканської адміністрації та прихильників уряду. Увечері цього ж дня до Толедо вступили скеровані з Мадрида республіканські підрозділи, які розпочали переговори з гвардійцями, котрі охороняли військову фабрику. Ті, в свою чергу, скориставшись поміркованістю урядових представників, вивезли рештки амуніції до Алькасара і підірвали фабрику.
22 липня до Толедо ввійшли основні підрозділи республіканців, в складі яких були дві піхотні роти, штурмові гвардійці, рота кулеметників, батарея 105-мм гармат, значна кількість міліціонерів-добровольців із організації «Анархістські орли» та інших робітничих профспілок загальною кількістю близько 2500 осіб. Вони доволі швидко заволоділи містом і оточили Алькасар.
23 липня відбувається одна з найдраматичніших подій в історії облоги Алькасара. В цей день у полковника Москардо пролунав телефонний дзвінок з міста від начальника республіканської червоної міліції, яка оточила фортецю. Він запропонував Москардо негайно припинити оборону і здатися, інакше його шістнадцятирічний син, який потрапив в руки червоних, буде розстріляний. Між батьком і сином відбувається такий діалог. Син: «Тату!» Москардо: «Так, що сталося, синку?» Син: «Нічого. Тільки вони кажуть, що розстріляють мене, якщо ти не здаси Алькасар». Москардо: «Тоді доручи свою душу Богу, крикни „Віва Еспанья!“ І помри націоналістом та патріотом». Син: «Я цілу тебе, тату». Москардо: «Я цілу тебе, синку.» Потім Москардо додав начальнику червоної міліції: «Не зволікайте. Алькасар не здасться вам ніколи» і поклав слухавку. Луїса Москардо розстріляли через місяць після початку облоги, разом з іншими заручниками — «ворогами республіки».
25 липня до облоги фортеці була долучена важка артилерія. Війська зі збільшеною чисельністю зробили спробу захопити Алькасар штурмом. На початку серпня становище повстанців ще більше загострилося, оскільки практично закінчилися харчі і вода. Серед оборонців почастішали випадки самогубств і дезертирства (тільки впродовж другого тижня серпня на бік повстанців перебігло 23 особи).
Щоб піднести дух повстанців, в Алькасарі почали видавати пропагандистській листок «El Alcázar», який згодом перетворився на найрадикальнішу праву газету франкістської Іспанії. 17 серпня оборонці Алькасара отримали перше повідомлення повстанських військ — з німецького транспортного літака «Юнкерс» до фортеці було скинуто харчі, а також повідомлення, що на допомогу їм поспішає «Африканське військо» генерала Хосе Енріке Варелі.

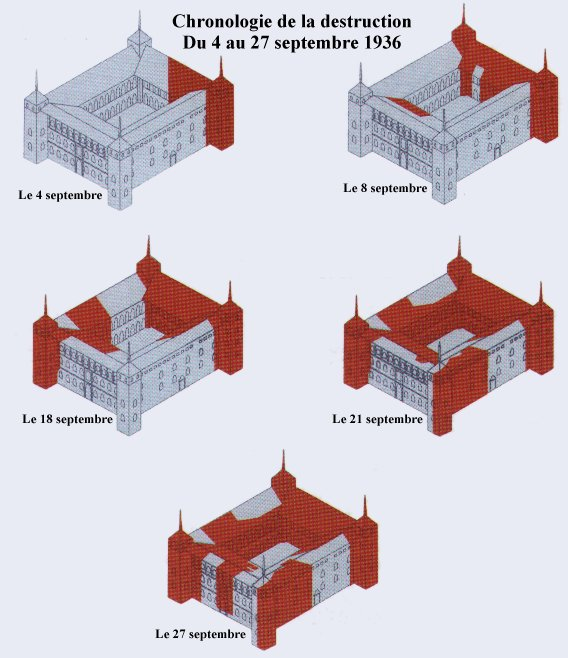
Хронологія руйнування Алькасара на 4, 8, 16, 21, 27 вересня.

9 вересня після численних невдалих атак республіканці знову вдалися до переговорів. Але полковник Москардо відмовився здати фортецю. 11 вересня керівники урядових військ запропонували евакуювати з Алькасара жінок і дітей, але отримали негативну відповідь. 13 вересня до переговорів щодо здачі фортеці було залучено посла Чилі в Іспанії Ауреліо Нуньєс Моргало, який особисто гарантував життя повстанцям та їхнім сім'ям, але й ця акція виявилася невдалою. На цьому переговори припинилися.
Зранку 18 вересня, за особистим наказом голови республіканського уряду в 1936–1937 рр. соціаліста Франциско Ларго Кабальєро, було підірвано дві міни, закладені під південно-західною стіною Алькасара. Вибух повністю зруйнував вежу з цього боку будівлі, вбивши двох повстанців, які у ній перебували. Після цього республіканці здійснили чотири невдалих атаки з участю броньованих машин і танків. Усю наступну добу фортецю невпинно обстрілювали з гармат.
21 вересня оборонці Алькасара перейшли у будівлі фортеці, які вціліли, і продовжували оборону звідти. Зранку 23 вересня республіканці підірвали північну стіну і мало не вибили повстанців із укріплень, але завдяки швидкій контратаці останнім вдалося повернути втрачені позиції.
26 вересня до околиць Толедо підійшли війська повстанців і вже зранку 27 вересня націоналісти вийшли до околиць Толедо і відкрили артилерійський вогонь по місту, вокзалу та Мадридською шосе. Республіканці розстріляли командирів, які намагалися налагодити оборону, спішно завантажились в автобуси і зникли з місця бою.
Коли генерал Варела з військами підійшов до Алькасара, назустріч йому вийшов зарослий бородою Москардо з офіцерами, і відрапортував:
|  | В Алькасарі все спокійно, мій генерал |

Фактично повністю знищений під час боїв, після війни Алькасар був відбудований заново. Тут поховано тіла захисників фортеці, полеглих під час облоги. Поруч з ними був похований Хосе Москардо і його розстріляний син Луїс. В Алькасарі розміщений музей, присвячений його захисникам, де збережений розгромлений та обгорілий кабінет Хосе Москардо, з якого він вів свою знамениту телефонну розмову із сином.

## Оборона Алькасара в культурі
У 1940 р. в Італії режисер Аугусто Дженіна зняв фільм «Облога Алькасара», який завоював приз «Кубок Муссоліні» Венеціанського кінофестивалю.
Окрім того події у Толедо з великим захопленням сприймалися більшістю української політичної еліти Галичини. присвятили українські націоналістичні періодичні видання, що прямо й опосередковано зверталися до теми Алькасара. Так, під кінець 1936 р. в журналі «Вістник», головним редактором якого був ідеолог українського інтегрального націоналізму Дмитро Донцов (1883–1973), з'явилася стаття поетеси Олени Теліги (1906-1942) «Сила через радість». Метою цієї публікації була літературна критика віршів Олега Кандиби (Ольжича) (1907–1944), який, як і Теліга, належав до Організації Українських Націоналістів (ОУН).
Також тема Алькасара лягла в основу вірша Богдана-Ігоря Антонича (1909–1937) «Слово про Альказар», написаного у жовтні 1936 р.